# Sasha Sidorenko
Aleksandra Sasha Sidorenko (ur. 8 października 1986 w Winnicy na Ukrainie) – polska i ukraińska pięściarka zawodowa, mistrzyni Ukrainy w boksie, zawodowa mistrzyni Europy w boksie.

## Życiorys
Aleksandra „Sasha” Sidorenko karierę sportową zaczęła w wieku 12 lat od karate. Mając 14 lat rozpoczęła uprawiać kick boxing, w którym doszła do zdobycia Pucharu Świata. Była 7 razy mistrzynią Ukrainy w boksie. Pięciokrotnie występowała na mistrzostwach Europy i czterokrotnie na mistrzostwach świata. Reprezentowała Ukrainę i Kazachstan. W 2014 roku przeprowadziła się do Polski i przyjęła polskie obywatelstwo. Zdobyła pas Mistrzyni Europy w 2017 roku.

## Osiągnięcia
- Mistrzyni Sportu Międzynarodowej Rangi Rep. Ukrainy w Kick Boxing
- Mistrzyni Sportu Międzynarodowej Rangi Rep. Ukrainy w Boksie
- 2004 – srebrny medal MŚ Kick Boxing
- 2006 – złoty medal Pucharu Świata Kick Boxing
- 2005-2013 — Siedmiokrotna Mistrzyni Ukrainy w Boksie
- 2005 – reprezentantka Ukrainy na Mistrzostwach Europy w Norwegii
- 2006 – reprezentantka Ukrainy na Mistrzostwach Świata w Indiach
- 2007 – reprezentantka Ukrainy na Mistrzostwach Europy w Danii
- 2008 – 5. Miejsce na Mistrzostwach Świata w Chinach
- 2009 – Brązowy medal na Mistrzostwach Europy w Mikołajowie (Ukraina)
- 2010 – 5. Miejsce na Mistrzostwach Świata na Barbadosie
- 2012 – reprezentantka Ukrainy na Mistrzostwach Świata w Chinach
- 2013 – złoty medal na Międzynarodowym Turnieju klasy A im. F. Stamma
- 2013 – złoty medal na Mistrzostwach Azji Środkowej w Almaty, Kazachstan
- 2014 – zawodowa bokserka
- 2017 – zawodowe mistrzostwo Europy wagi lekkiej federacji EBU